# Estádio Joaquim Vidal
Estádio Joaquim Vidal – stadion piłkarski, w Cachoeira do Sul, Rio Grande do Sul, Brazylia, na którym swoje mecze rozgrywa klub Cachoeira Futebol Clube.